# Theodor Gomperz

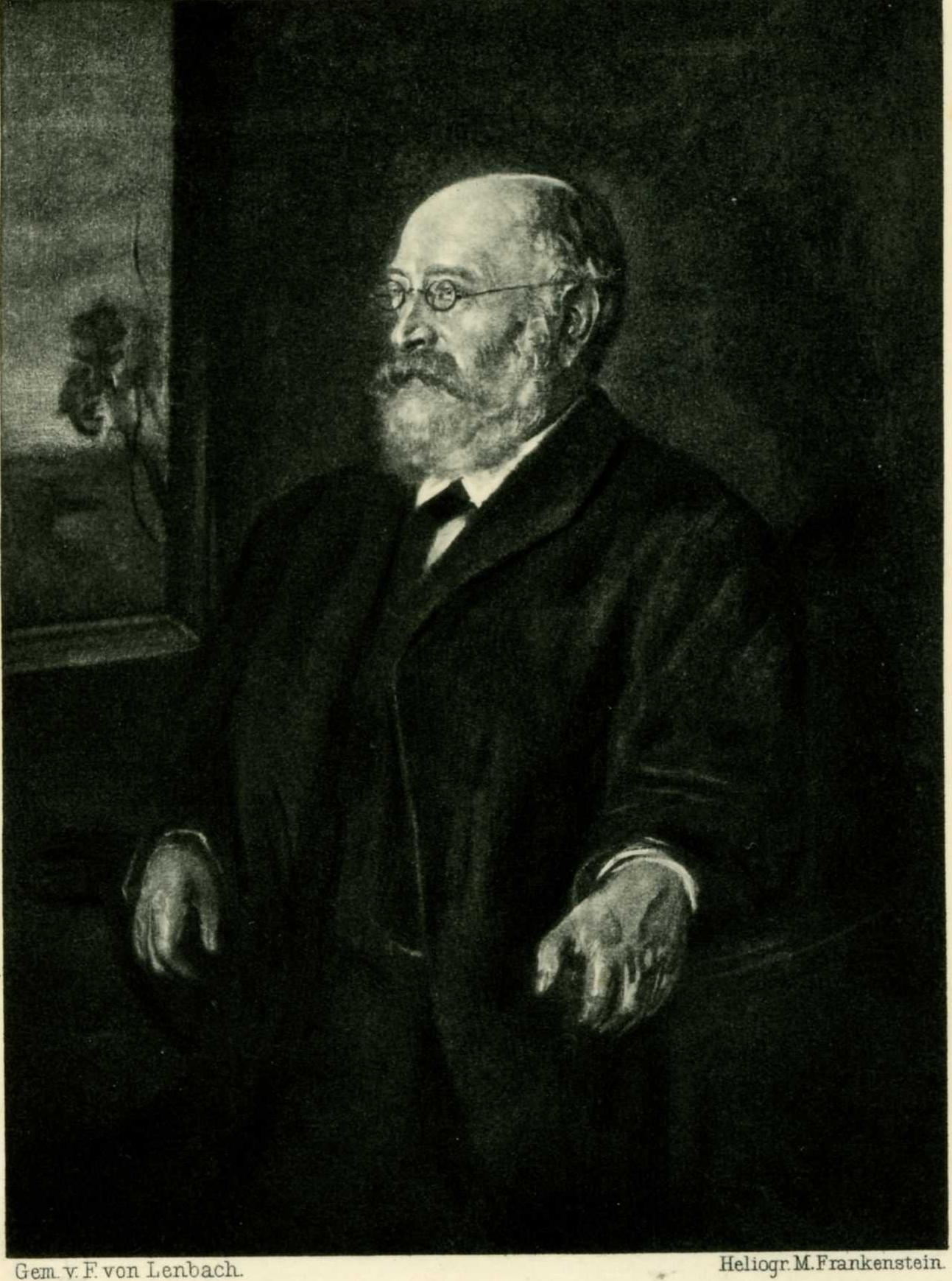
Theodor Gomperz.

Theodor Gomperz (1832-1912) fou un filòsof i filòleg austríac.

## Biografia
Va neìxer l'any 1832 a Brünn, capital de Moràvia, essent el fill petit de vuit germans d'una família de l'alta burgesia germano-jueva. Estudià a Brünn i a Viena. L'any 1853 va traduir els escrits filosòfics de John Stuart Mill. Va treballar com a editor entre 1869 i 1880. Durant l'any 1855 fou redactor del liberal Grenzboten.
En 1867 va opositar a una càtedra a Viena, essent professor no titular en 1868 i obtenint el 1873 una plaça com a professor titular de Filologia clàssica. En 1869 es va casar amb Elise von Sichrovsky, amb qui va tenir tres fills. L'any 1893 va ser nomenat Conseller de la Cort, i en 1896 va ser distingit amb el «Distintiu honorífic de l'art i les ciències», raó per la qual va accedir a formar part de l'anomenada «Taula Imperial». L'any 1901 va ingressar com a membre en la Cambra Alta, i havent-se retirat anticipadament es concentrà en la seva magna obra titulada Griechische Denker: Geschichte der antiken Philosophie ("Pensadors grecs: història de la filosofia antiga"). Va morir als 80 anys el 1912, poc després que se li oferís impartir classes sobre Plató en el Collège de France, de París. Gomperz fou amic de Sigmund Freud, qui recomanava la lectura de l'obra principal de Gomperz com un dels grans llibres del seu temps.

## Obres
La seva carrera científica va començar en desxifrar els papirs herculans, la majoria textos filosòfics de l'escola epicúria (Herkulanische Studien, 1865, dos volums). La seva fama internacional com a filòleg clàssic es va reforçar també gràcies a la seva traducció i interpretació de la Poètica d'Aristòtil.
La seva obra principal fou "Pensadors grecs", un important estudi sobre la història de la filosofia grega des dels presocràtics fins Aristòtil i els seus successors en el període hel·lenístic. Aquesta obra va aparèixer en tres volums entre 1896 i 1909 a Viena. En 1912 ja estava traduïda a l'anglès, al francès i al rus. Entre 1932 i 1934 es va traduir a l'italià, a l'hebreu en 1931 i a l'espanyol en 1952. La primera edició en espanyol (exhaurida) la va imprimir a Buenos Aires l'editorial Guaranía d'Asunción de Paraguay, i l'any 2000 va ser revisada i editada per l'editorial Herder de Barcelona, a partir de la revisió de la traducció espanyola i l'edició alemanya de 1996 (Eichborn, Frankfurt), sota la direcció de Jordi Cortés Morató i Antoni Martínez Riu, que es va encarregar també del pròleg a aquesta edició.
Els títols de les principals obres de Gomperz són:
- Demosthenes der Staatsmann (1864)
- Philodemi de ira liber (1864)
- Traumdeutung und Zauberei (1866)
- Herculanische Studien (1865-1866)
- Beitrage zur Kritik und Erklarung griech. Schriftsteller (7 vols, 1875-1900)
- Neue Bruchstucke Epikurs (1876)
- Die Bruchslucke der griech. Tragiker und Cobets neueste kritische Manier (1878)
- Herodoteische Studien (1883)
- Ein bisher unbekannies griech. Schriftsystem (1884)
- Zu Philodems Buchern von der Musik (1885)
- Über den Abschluß des herodoteischen Geschichtswerkes (1886)
- Platonische Aufsatze (3 vols, 1887-1905)
- Zu Heraklits Lehre und den Überresten seines Werkes (1887)
- Zu Aristoteles Poetik (2 parts, 1888-1896)
- Über die Charaktere Theophrasts (1888)
- Nachlese zu den Bruchstücken der griechischen Tragiker (1888)
- Die Apologie der Heilkunst (1890)
- Philodem und die astheiischen Schriften der herculanischen Bibliothek (1891)
- Die Schrift vom Staatswesen der Athener (1891)
- Die jüngst entdeckten Überreste einer den platonischen Phaedon enthaltenden Papyrusrolle (1892)
- Aus der Hekale des Kallimachos (1893)
- Essays und Erinnerungen (1905)
- Die Apologie der Heilkunst. Eine griechische Sophistenrede des 5. vorchristlichen Jahrhunderts (1910)
- Hellenika. Eine Auswahl philologischer und philosophiegeschichtlicher kleiner Schriften (1912)
- Griechische Denker: Geschichte der antiken Philosophie (3 vols., Leipzig, 1893 i 1902)

També va supervisar la traducció de les obres completes de John Stuart Mill (12 vols., Leipzig, 1869-1880).
Edició en castellà de Pensadores griegos
- Gomperz, Theodor. Pensadores griegos.  Barcelona: Editorial Herder, 2000. ISBN 84-254-2129-2.

1. Volumen I: De los comienzos a la época de las luces.  2000. ISBN 84-254-2160-8.
2. Volumen II: Sócrates y Platón.  2000. ISBN 84-254-2161-6.
3. Volumen III: Aristóteles y sus sucesores.  2000. ISBN 84-254-2162-4.